# Gary McGhee
Gary Jerome McGhee (Anderson, 28 ottobre 1988) è un cestista statunitense, professionista in Europa.